# Le Grand Embouteillage
Pour les articles homonymes, voir embouteillage.
Pour plus de détails, voir Fiche technique et Distribution.
Le Grand Embouteillage (L'ingorgo) est un film franco-germano-hispano-italien réalisé par Luigi Comencini et sorti en 1979. 
Il s'agit d'une adaptation de la nouvelle de Julio Cortázar L'Autoroute du Sud.
Le film se situe sur une autoroute italienne. Des centaines de voitures se retrouvent bloquées dans un immense embouteillage. La journée se termine puis la nuit tombe alors qu'aucune amélioration ne semble envisageable. La situation extrême et la promiscuité vont révéler ou engendrer une multitude de comportements parmi les passagers qui se retrouvent piégés.
Le film a été présenté au Festival de Cannes 1979.

## Synopsis

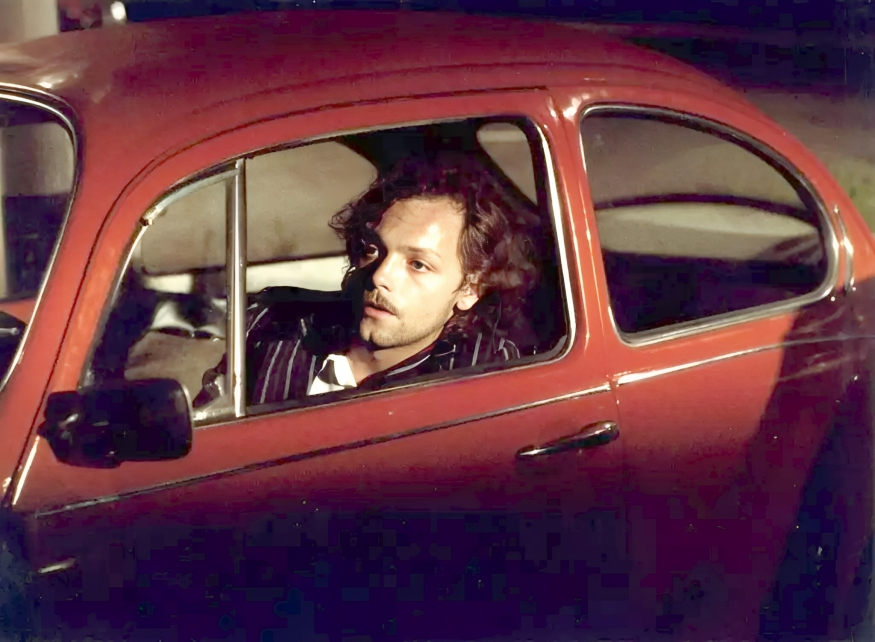
Patrick Dewaere lors du tournage du film en 1978 à Cinecitta, en Italie.

Sur une voie rapide en périphérie de Rome, à proximité d'une station-service et d'une casse automobile, des centaines d'automobilistes sont pris dans un énorme embouteillage qui n'en finit pas. Sur cette portion de route, des personnages d'origines sociales différentes sont obligés de cohabiter et leurs comportements évoluent au gré de la poursuite de l'embouteillage, certains profitant parfois du désordre aux dépens d'autres personnages.
Parmi les passagers bloqués, figurent notamment :
- De Benedetti, un homme politique socialiste et entrepreneur, égoïste et hypocrite, qui revient d'Afrique et se trouve à bord de sa Jaguar de luxe avec son secrétaire, Ferreri, à qui il demande toutes sortes de services ;
- Martina, une jeune fille féministe, voyageant seule avec sa guitare ;
- Mario, un jeune routier, transportant de la nourriture pour bébé, qui sympathise avec Martina ;
- un groupe de trois jeunes hommes, qui convoitent Martina et l'épient constamment ;
- quatre hommes, sans doute des bandits mafieux (l'un d'entre eux au moins étant armé) ;
- la famille Gargiulo, originaire de Naples et faisant route vers Rome, dont le père, Peppino, essaie de forcer sa fille Germana à avorter pour sauver l'honneur de la famille car elle n'est pas mariée, cette fille ayant par ailleurs pour objectif de participer à une audition pour devenir chanteuse ;
- Irene et Carlo, un vieux couple qui part en voyage et se chamaille à cause de clés de maison égarées ;
- un blessé, accidenté de la route, qu'une ambulance tentait de transporter à l'hôpital, véhicule également occupé par deux infirmiers, dont l'un veille constamment sur le blessé alors que l'autre se plaint régulièrement de la gêne sonore qu'il occasionne, notamment quand il l'empêche de suivre correctement l'évolution d'un match de football à la radio ;
- Marco Montefoschi, un acteur connu, qui échappe à la foule des admirateurs en acceptant d'être recueilli provisoirement par un couple, Teresa et Pompeo, dans une petite maison située à proximité de la route ;
- Franco et Angela, un jeune couple qui voyage avec un professeur, plus âgé qu'eux, qui s'avère être l'amant d'Angela ;
- un homme seul, qui soliloque et évoque régulièrement une femme dont il est amoureux et qu'il souhaite rejoindre ;
- une jeune femme qui est contrainte de quitter son taxi, faute d'argent, et qui rejoint un autostoppeur, lequel continue à chercher un véhicule malgré l'embouteillage ;
- un prêtre ouvrier, voyageant avec plusieurs jeunes personnes...

Un hélicoptère survole l'embouteillage, faisant penser que les autorités contrôlent la situation. D'autre part, deux personnages circulent à travers l'embouteillage, à rebours du sens de circulation : un homme pratiquant la marche athlétique et un cycliste. Une télévision installée dans une caravane permet d'apprendre que l'embouteillage est très important car il a des conséquences dans plusieurs domaines.
Durant la nuit puis au petit matin, les différents personnages sont confrontés à plusieurs évènements ou aux comportements de certains d'entre eux. Un match de football, qui voit la victoire de l'Italie sur la Yougoslavie (sans doute la finale de l'Euro 1968), provoque une certaine frénésie chez une partie des automobilistes qui ont suivi le match à la radio. Les trois hommes qui épient constamment Martina finissent par tabasser Mario et violer Martina, sous les yeux des quatre mafieux, qui n'agissent pas puis n'acceptent pas d'aider Mario lorsque celui-ci leur demande de témoigner en leur faveur. L'acteur hébergé dans la maisonnette se retrouve dans une situation délicate : il éprouve une attirance pour Teresa, enceinte, et ce désir est mutuel, alors que Pompeo essaie de son côté d'obtenir un emploi de chauffeur à Cinecittà. De Benedetti, se disant excité par Germana, demande à son assistant de lui promettre un contrat dans une maison de disques, pour s'attirer ses faveurs. La jeune Napolitaine, sans doute face à la possibilité de faire carrière, semble finalement accepter l'idée de l'avortement. Franco, qui surprend une conversation alors qu'il est censé dormir, comprend qu'Angela le trompe avec l'autre passager et pense alors à se suicider. Dans l'ambulance, le blessé est finalement décédé, les infirmiers font appel au prêtre ouvrier, qui profite de son sermon pour faire un discours militant, dénonçant ainsi les travers de la société et évoquant plusieurs sujets ayant été abordés dans le film.
À la fin, un hélicoptère revient et annonce par haut-parleurs que la circulation va reprendre et qu'il faut redémarrer les véhicules. Le film se termine alors que les véhicules n'ont toujours pas avancé et qu'il commence à pleuvoir.

## Fiche technique
- Titre français : Le Grand Embouteillage
- Titre italien : L'ingorgo ou L'ingorgo : Una storia impossibile ou Black Out in Autostrada
- Titre allemand : Stau ou Der große Stau ou Der Stau
- Titre espagnol : El gran atasco
- Titre norvégien : Trafikk pa italiensk.
- Réalisation : Luigi Comencini, assisté de Juan Luis Buñuel
- Scénario : Luigi Comencini, Bernardino Zapponi, Ruggero Maccari d’après la nouvelle de Julio Cortázar L'Autoroute du Sud
- Dialogues de la version française : Roxane Boutang
- Musique : Fiorenzo Carpi
- Décors : Mario Chiari
- Costumes : Paola Comencini
- Photographie : Ennio Guarnieri
- Montage : Nino Baragli
- Production : Anna Maria Clementelli, Silvio Clementelli, Michael Fengler (coproducteur), Directeurs de production : Marcello Crescenzi, Mario Della Torre, Ulrich Picard, Peter Berling
- Sociétés de production : Filmédis SA (France), Gaumont International SA (France), Greenwich Film Production SA (France), Clesi Cinematografica SpA (Italie), Albatros Produktion (Allemagne), José Frade Producciones Cinematografica SA (Espagne)
- Pays d’origine :  France,  Italie,  Allemagne de l'Ouest,  Espagne
- Langue de tournage : italien et français
- Année de tournage : 1978
- Format : couleur (Eastmancolor) – 1,66:1 – Format 35 mm – son mono
- Genre : comédie dramatique
- Durée : 121 minutes
- Dates de sortie :
  - Italie : 12 janvier 1979
  - France : 10 mai 1979 (Festival de Cannes) ; 21 novembre 1979 (sortie nationale)

## Distribution
- Annie Girardot : Irene[2]
- Fernando Rey (VF : Jean-Henri Chambois) : Carlo
- Miou-Miou : Angela
- Gérard Depardieu : Franco
- Ugo Tognazzi (VF : Jacques Deschamps) : le professeur
- Marcello Mastroianni (VF : Roland Ménard) : Marco Montefoschi
- Stefania Sandrelli : Teresa
- Alberto Sordi (VF : Georges Aminel) : De Benedetti
- Orazio Orlando (VF : Francis Lax) : Ferreri, le secrétaire de De Benedetti
- Gianni Cavina (VF : Jacques Richard) : Pompeo, le mari de Teresa
- Harry Baer (VF : François Leccia) : Mario
- Ángela Molina (VF : Françoise Dorner) : Martina
- Ciccio Ingrassia : l'homme mourant
- Patrick Dewaere : l'homme aux monologues
- Giovanella Grifeo (VF : Sabine Haudepin) : Germana Gargiulo, la jeune chanteuse napolitaine
- Nando Orfei : le chauffeur de Montefoschi
- Fernando Murolo : un des quatre bandits napolitains, à la chemise orange
- Lino Murolo (VF : Henry Djanik) : Peppino Gargiulo, le père de famille napolitaine
- Ester Carloni (VF : Héléna Manson) : la grand-mère de la famille napolitaine
- José Sacristán (VF : Dominique Collignon-Maurin) : le prêtre-ouvrier
- Eleonora Comencini (VF : Catherine Lafond) : la jeune fille dans le taxi
- Marcello Fusco (VF : Paul Poncet) : le chauffeur de taxi
- Ernst Hannawald : Stefano
- Susy Lover (VF : Tania Torrens) : Brigida, la belle-sœur de Germana
- Aldo Riva (VF : José Luccioni) : Vittorio, le mari de Brigida
- Mario Dardanelli (VF : André Valmy) : l'homme en colère
- Antonietta Esposito (VF : Michelle Bardollet) : la mère de famille napolitaine
- Mariano Vitale (VF : Alain Flick) : Toto, le jeune Napolitain
- Ennio Antonelli : le maître de cérémonie

## Accueil

### Accueil critique
« En réalisant Le Grand Embouteillage, Luigi Comencini a eu la vision de notre monde futur aux rouages bloqués par l’excès même de ses désirs [...]. Mais ayant délaissé son ambition initiale, Comencini se contente de nous offrir une série de croquis révélateurs d’un certain nombre de réactions excessives [...]. Vous rirez, vous serez ému, mais vous regretterez souvent aussi que Luigi Comencini soit resté si souvent à la surface des choses. »

— Le Figaro Dimanche, 1979

« Le film n’a que peu de rapports avec le simple cinéma de divertissement. Rarement on a pénétré dans un tel univers cauchemardesque à ce point. Rarement, la comédie à l’italienne a frisé de si près l’insoutenable [...]. Mais, entre deux virées dans l’apocalypse now, le cinéaste cède au charme facile de personnages stéréotypés. Et ce traité moraliste à l’usage des vieilles générations perd de son impact. »

— Libération, novembre 1979

### Box-office
Le Grand Embouteillage ne rencontre qu'un succès modéré dans les salles françaises avec 410 653 entrées lors de sa première année d'exploitation, ce qui lui a permis toutefois d'intégrer le top 100 du box-office annuel de l'année 1979 et 614 891 entrées durant toute son exploitation.